# 玉堂街道
玉堂街道，原为玉堂镇，是中华人民共和国四川省成都市都江堰市下辖的一个乡镇级行政单位。2019年12月，撤销中兴镇、玉堂镇，设立玉堂街道，以原中兴镇和原玉堂镇所属行政区域为玉堂街道的行政区域，玉堂街道办事处驻玉府街733号。

## 行政区划
玉堂街道下辖以下地区：
青城桥社区、永康社区、外江社区、永固社区村、宝瓶社区村、白玉社区村、南华社区村、三台社区村、石牛社区村、新生社区村、白马社区村、水泉社区村、凤岐社区村和龙凤社区村。